# Юлія Галишева
Юлія Галишева (рос. Юлия Евгеньевна Галышева) — казахстанська фристайлістка, спеціаліст із могулу, олімпійська медалістка, призерка чемпіонатів світу, чемпіонка Універсіади, дворазова чемпіонка Азійських ігор. 
Олімпійську бронзову медаль Галишева виборола на Олімпіаді 2018, що проходила в Пхьончхані.

## Зовнішні посилання
- Досьє на сайті FIS [Архівовано 11 липня 2017 у Wayback Machine.]